# Zwiefalten
Zwiefalten – miejscowość i gmina w Niemczech, w kraju związkowym Badenia-Wirtembergia, w rejencji Tybinga, w regionie Neckar-Alb, w powiecie Reutlingen, siedziba związku gmin Zwiefalten-Hayingen. Leży w Jurze Szwabskiej, ok. 33 km na południowy wschód od Reutlingen, przy drodze krajowej B312.

## Dzielnice
- Attenhöfen
- Baach
- Gauingen
- Gossenzugen
- Hochberg
- Mörsingen
- Sonderbuch
- Upflamör
- Zweifalten

## Zabytki
- klasztor w Zwiefalten – klasztor benedyktyński ufundowany w 1089. Wnętrze kościoła klasztornego w stylu rokoko uchodzi za jedno z najciekawszych dzieł baroku niemieckiego.

## Galeria

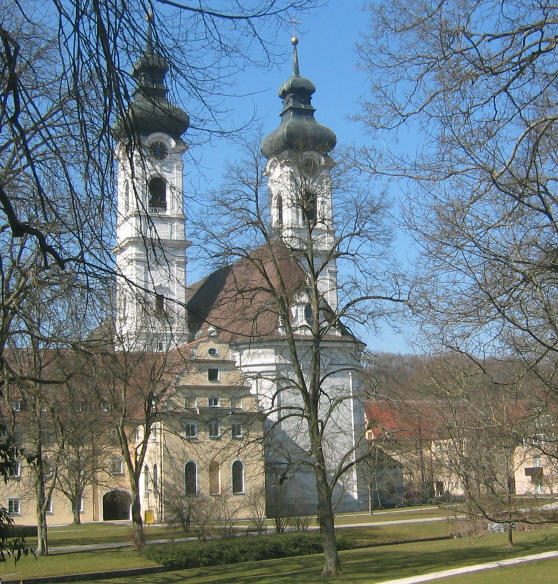
Opactwo Zwiefalten
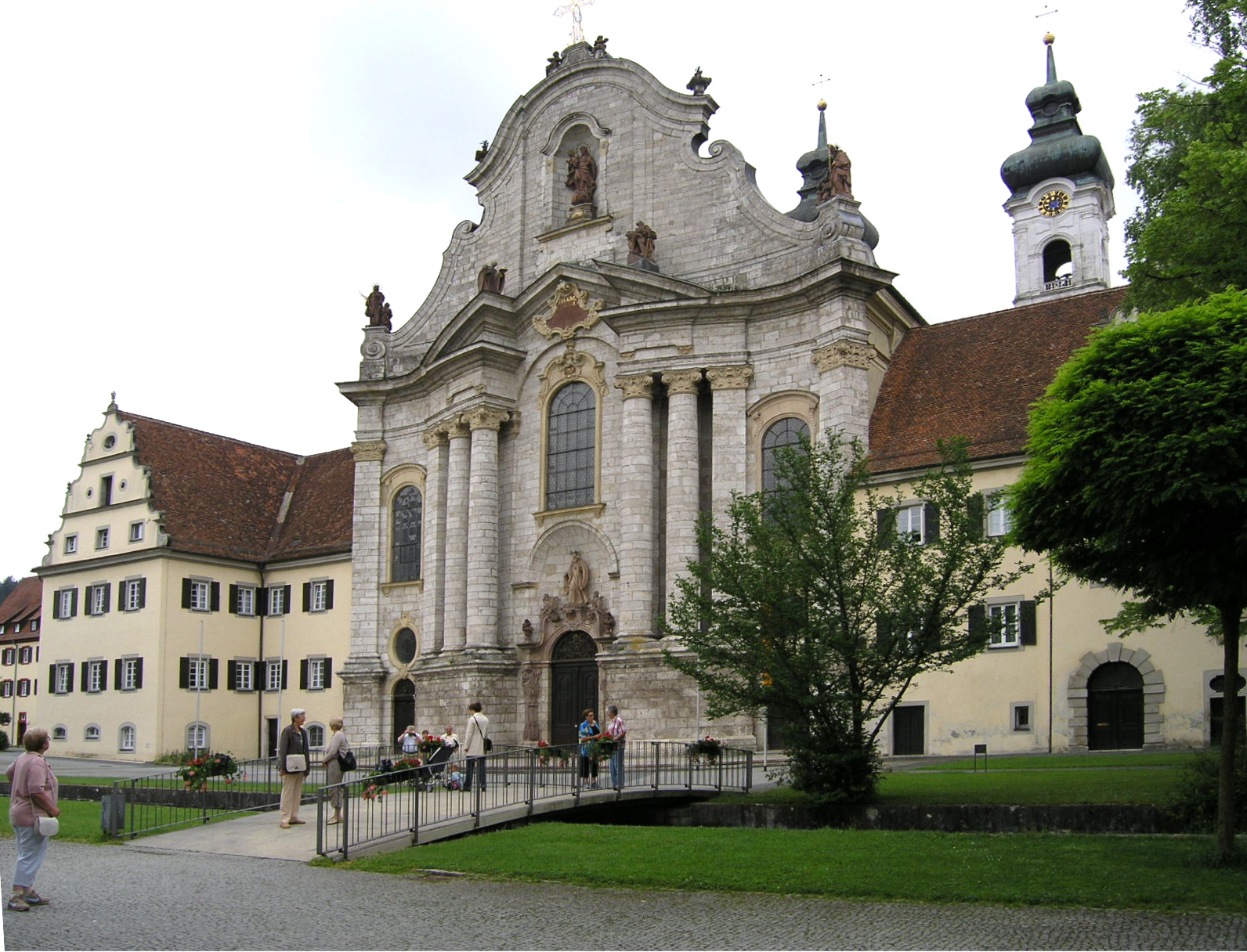
Opactwo Zwiefalten
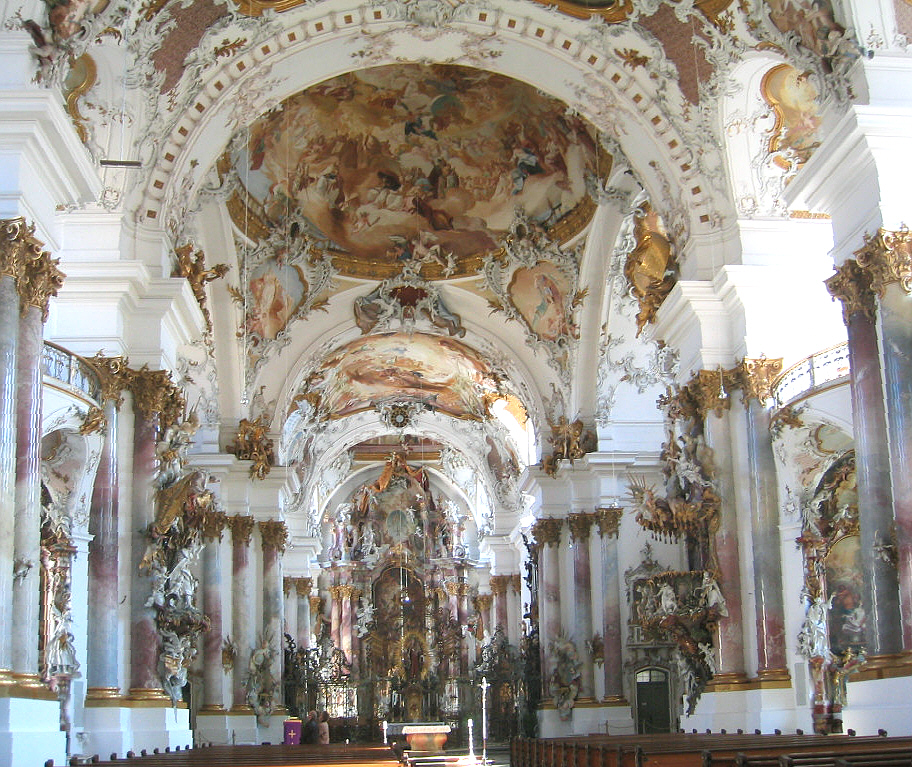
Wnętrze kościoła klasztornego
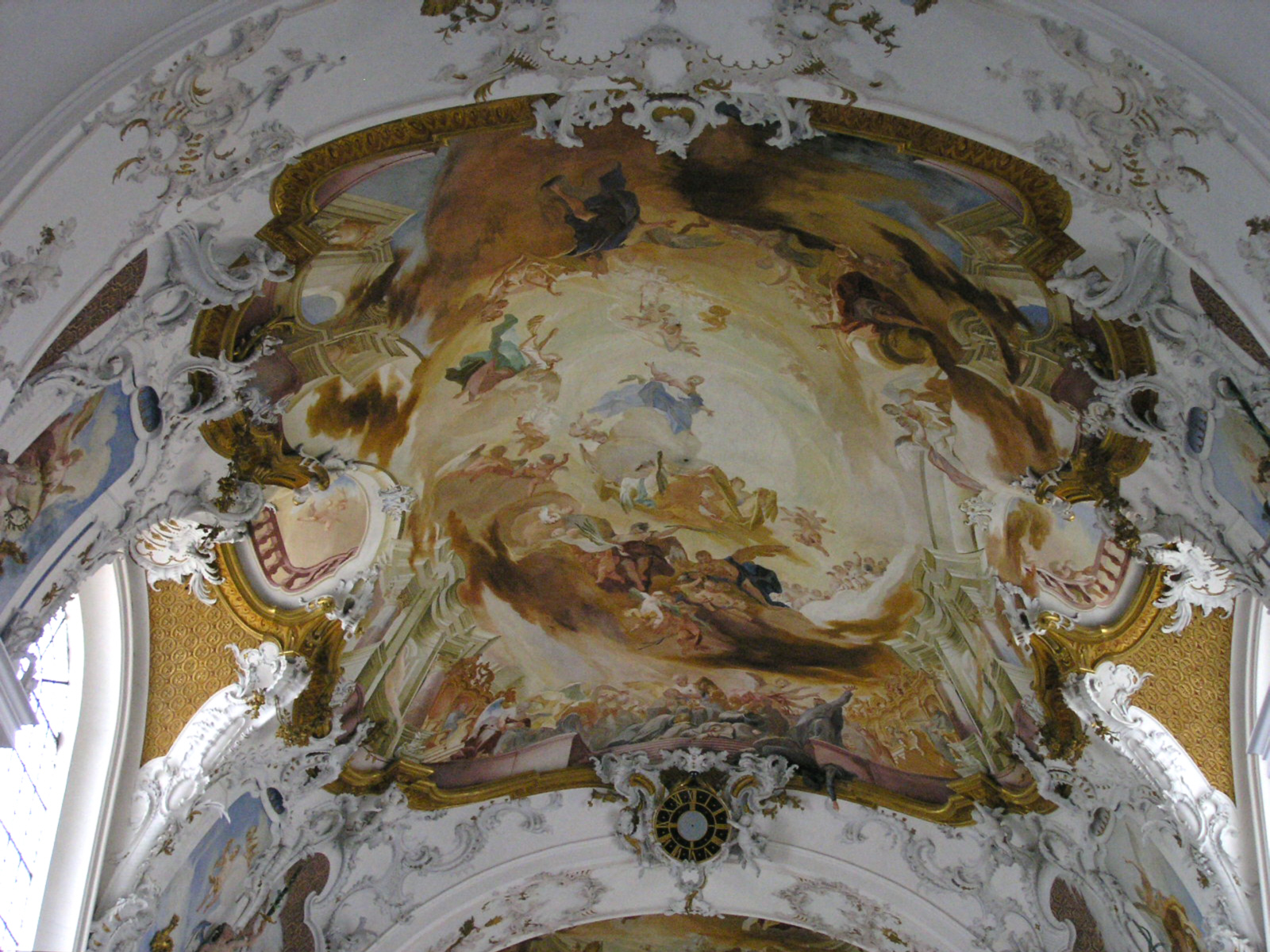
Wnętrze kościoła klasztornego